# リゾート

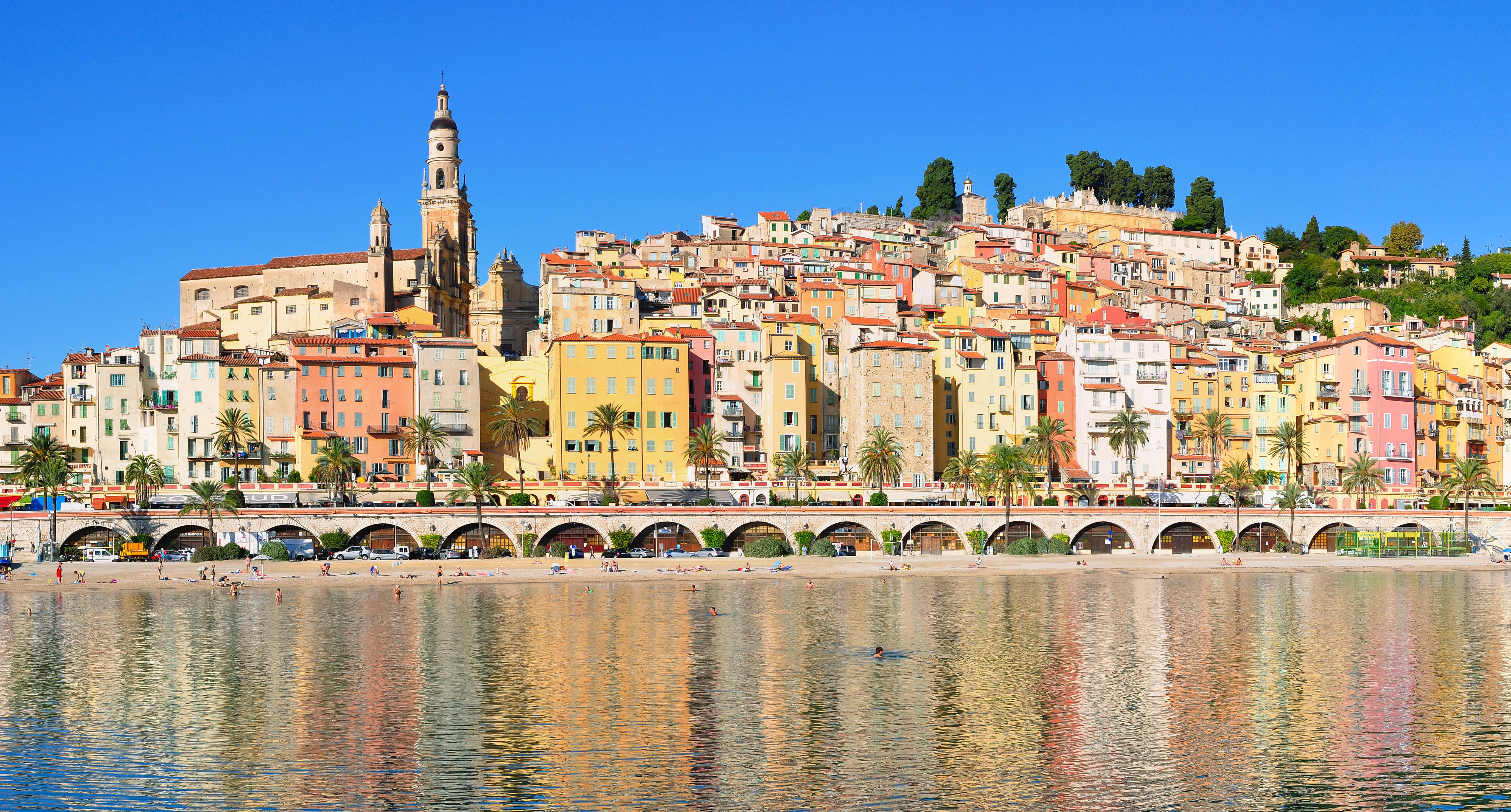
世界中の富裕層が休暇に訪れることで知られるフランスの歴史あるリゾート地、コート・ダジュール

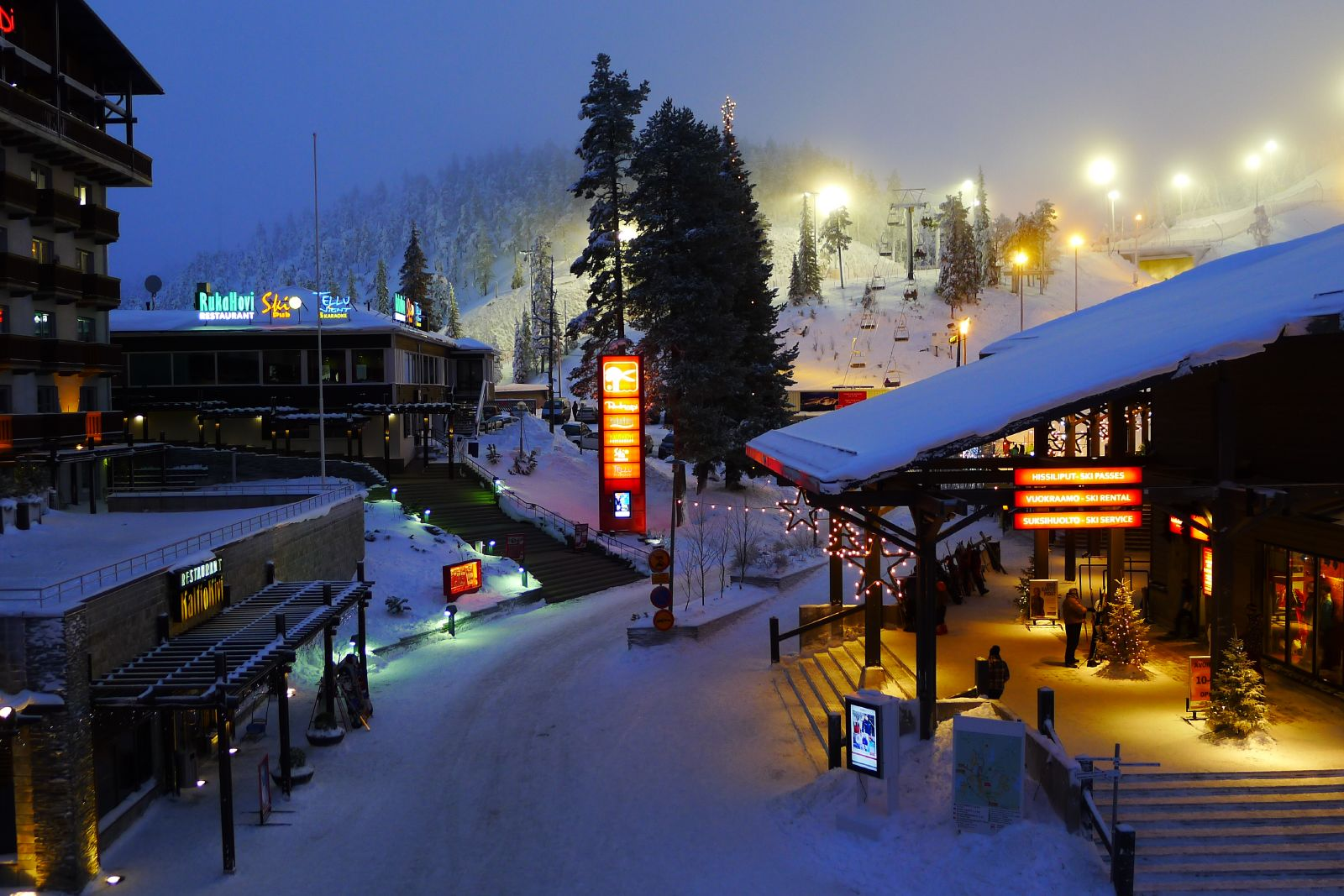
スキー客が滞在するフィンランド・クーサモのリゾートタウン「ルカトゥントゥリ」

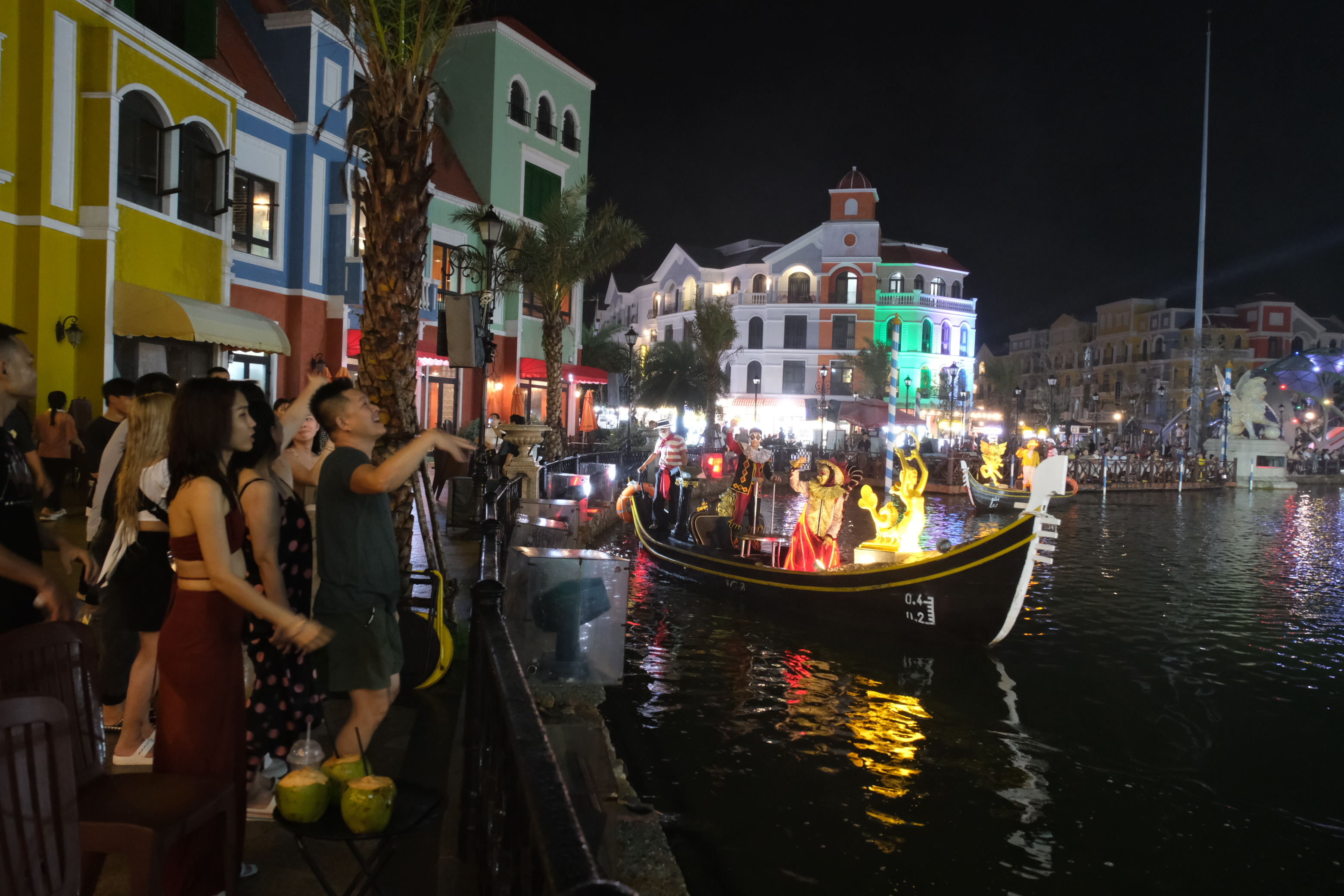
ベトナム・フーコック島にある、24時間営業・入場無料のテーマパークやカジノも併設する大型リゾート施設「グランドワールド・フーコック」

リゾート（Resort）とは、大勢の人が休暇・余暇を過ごす場所のこと。行楽地。保養地。
行楽や保養、観光が地元の文化や経済の主要な要素となっている都市を、リゾート都市またはリゾートタウンと呼ぶ（en:Resort town）。

## 概要

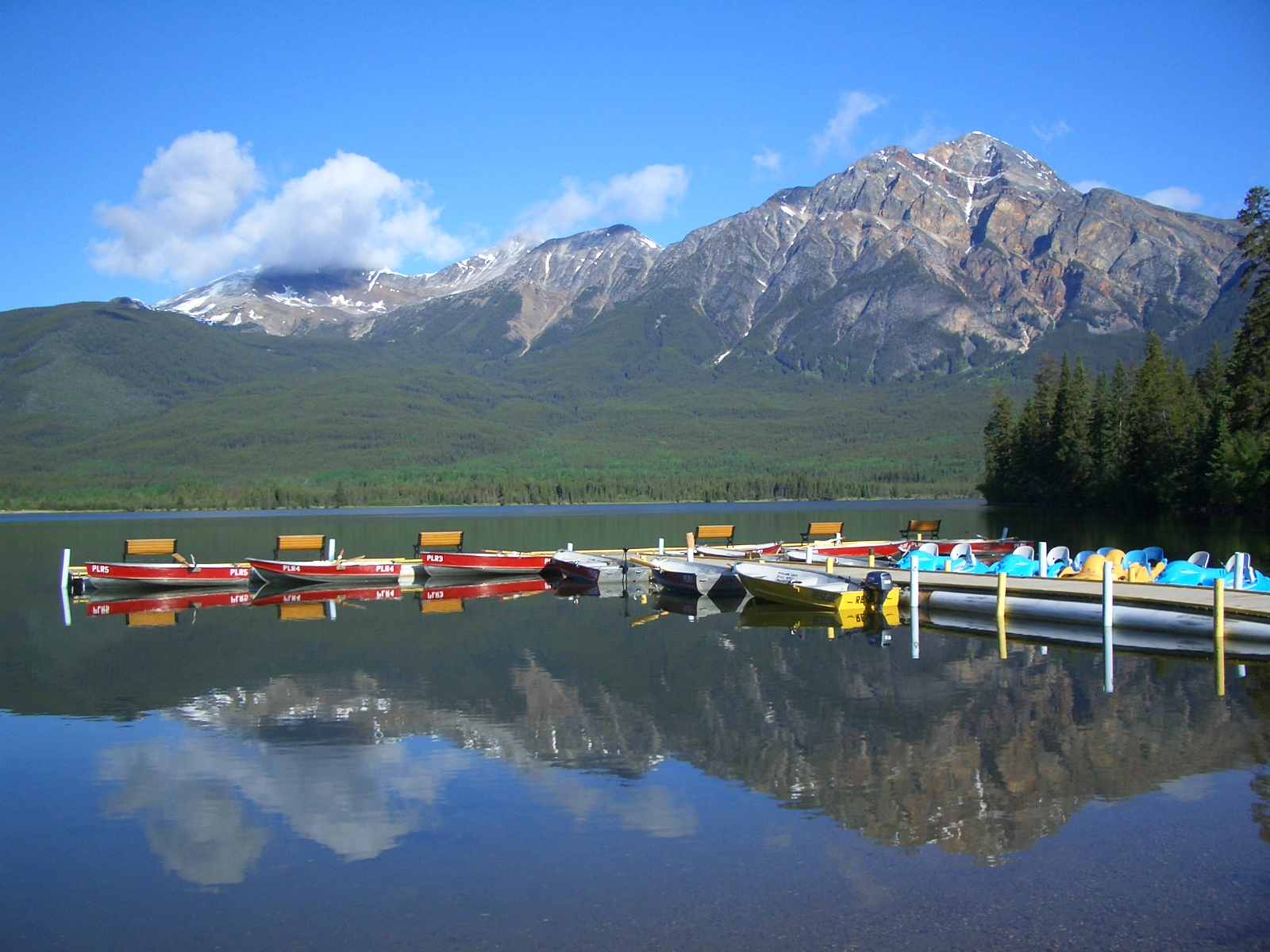
レイクリゾートでカヤック（ジャスパー (アルバータ州)）

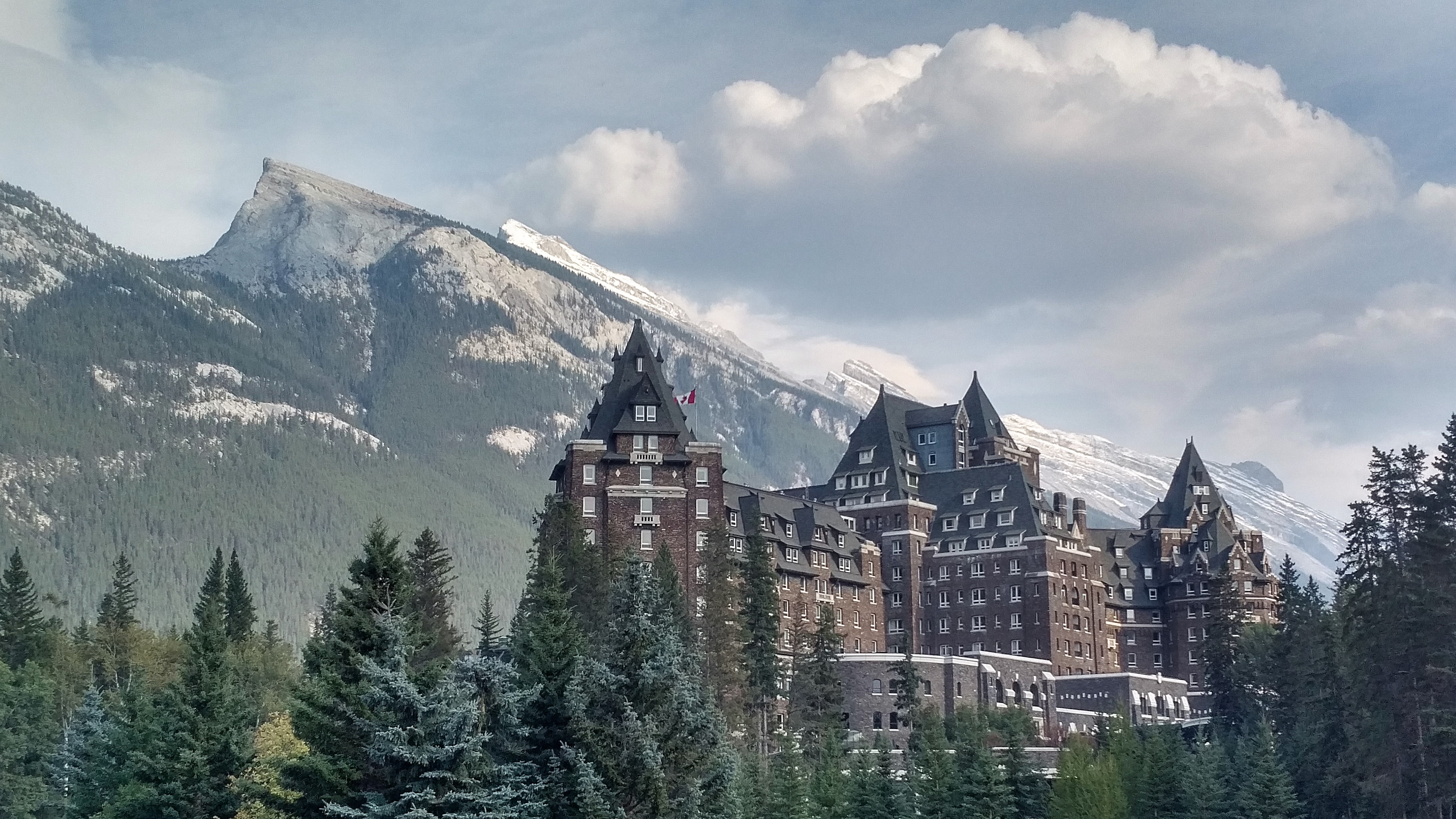
バンフ・スプリングス・ホテルとロッキー山脈

「再び」を意味する "re" と、フランス語で「出かける」という意味を持つ "sortir" の略である "sort" が合わさった単語で、「何度も通う場所」という意味が転じて行楽地となった。
本来は行楽地全般のことを指すが、古典的な保養地（英語版）のイメージのように「風光明媚で、のんびりとリラックスできる場所」という意味合いが付加されることがある。日本や英語圏では、整備された比較的大きな敷地や多様な付帯施設を有するホテルに対する名称や分類として使われることも一般的である。日本語では、それぞれ「リゾート地」「リゾートホテル」というように呼称し、対象を明確にすることがある。
日本におけるリゾートの定義には、バブル期の1987年に制定されたリゾート法による「国民が多様な余暇活動を楽しめる場」がある。実際に同法の適用を受けたのは、ゴルフ場、スキー場、マリーナ（ヨットハーバー）、リゾートホテルといった大型施設であった。プール、スパ、時にはゲームセンターなどを有する単体の総合施設をリゾート（施設）と呼ぶのは、日本独自の拡大解釈である。
リゾート（リゾート地）には様々な形態があるが、その運営の仕方によっては二つのタイプが典型的である。1つは、そのリゾートの大半が地元企業によって営まれているケースであり、多くのリゾートがこちらに該当する。もう1つは、そこに滞在中のほとんどの楽しみが1つの企業によって提供されるもので、代表は、ウォルト・ディズニー・ワールド・リゾートである。
またリゾートは、いわゆる観光地とは異なり、景勝地や名勝といったその地域特有の資源に必ずしも依存しているわけではなく、静養に適した気候や環境、開発に適した土壌といった点でリゾートとして繁栄するかどうかが決定づけられる場合も多い。

## 日本におけるリゾート開発
近世以前は各地の温泉が保養地として知られていた。
近代リゾート開発は、明治時代に外国人の山岳避暑地として始まる。現在の兵庫県神戸市の六甲山において、1874年（明治7年）に日本最初の近代登山が外国人パーティにより行われ、その後登山道とハイクのための山上の歩道の整備が行われた。次いでイギリス人貿易商A・H・グルームが1895年（明治28年）に三国池の畔に建てた別荘を嚆矢（こうし）として別荘地が形成され、1903年（明治36年）に日本初となるゴルフ場が開場するなどレジャー用施設が建てられた。これらは全て神戸外国人居留地の欧米人により行われた。
高原避暑地として広く知られる長野県の軽井沢は、1888年（明治21年）よりカナダ人宣教師のアレクサンダー・クロフト・ショーが別荘地を建設したことが始まりである。1893年に東京と鉄道で直結されたこともあって、明治期の間に外国人別荘数が日本で最も多くなり、その後1918年に西武、1945年には東急と、東京の企業が開発に参入して一大リゾート地となった。
また、海浜避暑地は、宮城県の七ヶ浜（当時の仙台区の東方。松島の一部）において、1888年（明治21年）の海水浴場開場および1889年（明治22年）からの外国人宣教師らよる別荘建設（高山外国人避暑地）が始まりである。これらは東アジア各地から避暑をしに日本に集まる外国人の長期滞在に対応したものである。
1933年、大倉財閥の大倉喜七郎は、北アルプスへの登山をきっかけに長野県上高地の地に上高地帝国ホテルを開業。日本の山岳リゾート地の先駆けとなった。リゾート開発は大規模な面積を要し、多大の資金と長期間の計画的な投資を必要とすることから、東武、東急、西武、ヤマハなど、オーナー経営色の強い企業がリゾート開発を企業体として行うことが多い。
1987年（昭和62年）、カネ余りと内需振興の掛け声により総合保養地域整備法（リゾート法）が制定され、各地の地方自治体が民間企業と組んでリゾート開発を計画したが、その後のバブル崩壊等もあり、そのほとんどが頓挫し、また大規模年金保養基地（グリーンピア）等の公共リゾートの失敗もあいまってリゾート開発ブームの時代は終焉を迎えた。この経緯については総合保養地域整備法の項を参照のこと。

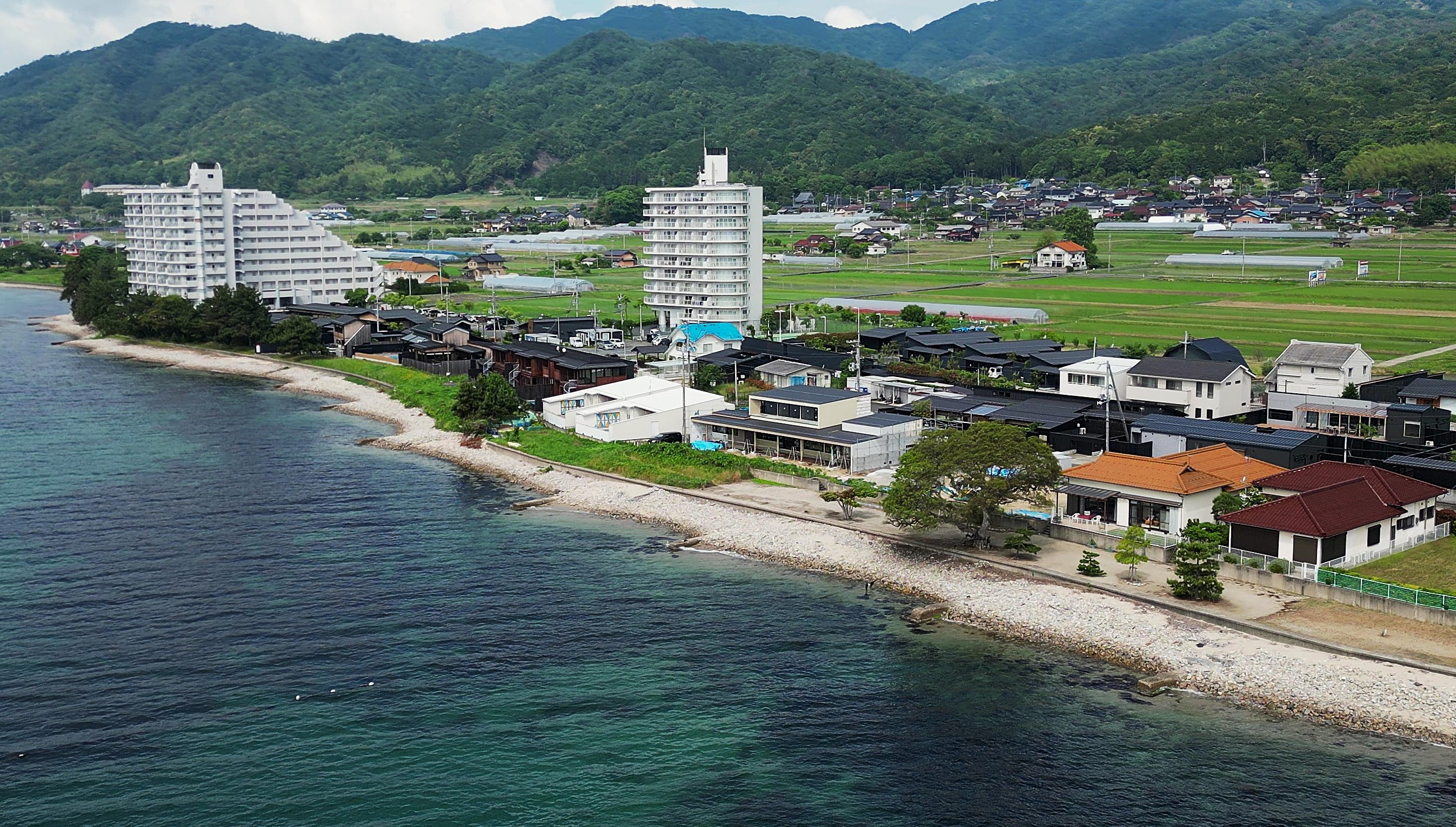
にしがきの「マリントピアリゾート」は、会員制シェア別荘界ではパイオニア的存在となっている。

現在では、国内人気が衰えることなく開発が進められている沖縄や軽井沢、訪日外国人をターゲットに開発が進められているニセコや白馬などに対して、人気が低迷している地方の温泉街や新興リゾートの過疎化と廃墟化が進むなど、国内リゾートを取り巻く様相は二極化が顕著となっている。こうしたなかで、インバウンド需要を取り込もうと外国人投資家が、空き家に加え、廃業を予定している旅館などを購入し、宿泊施設や飲食店をオープンする動きも新たに広がってきている。
京丹後市に本拠を置くにしがきが2009年から、会員制別荘の業態をスタートさせた「マリントピアリゾート」は、会員制シェア別荘界ではパイオニア的存在となっている。Auberge Villa、Luxury Villa、Dog Resort、Glampingなど多彩な施設形態を全国に開発、運営する。

## リゾートの種類

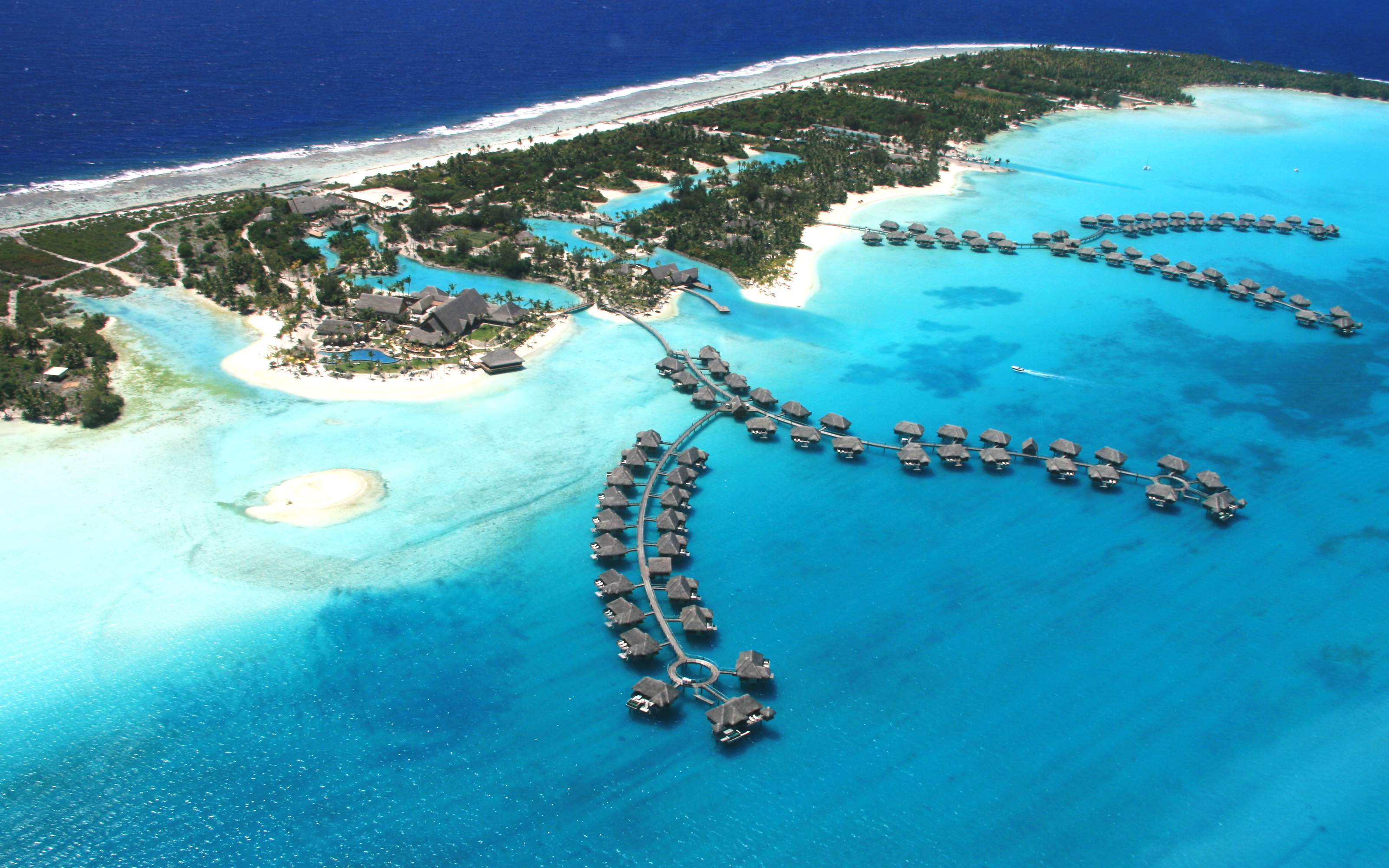
リゾートアイランド。フォーシーズンズ リゾート ボラボラ島

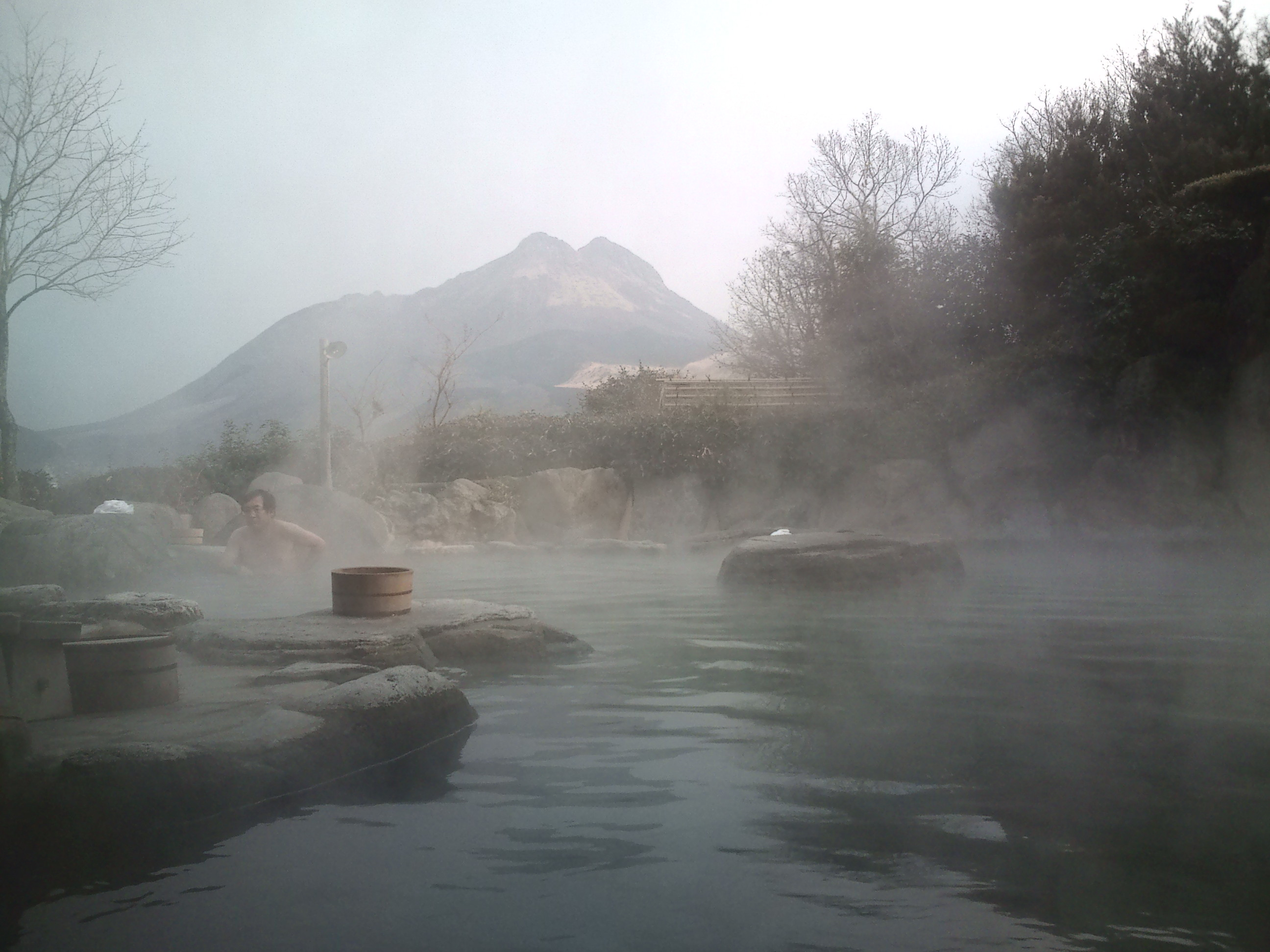
由布院温泉はスパリゾート。露天風呂から眺める由布岳

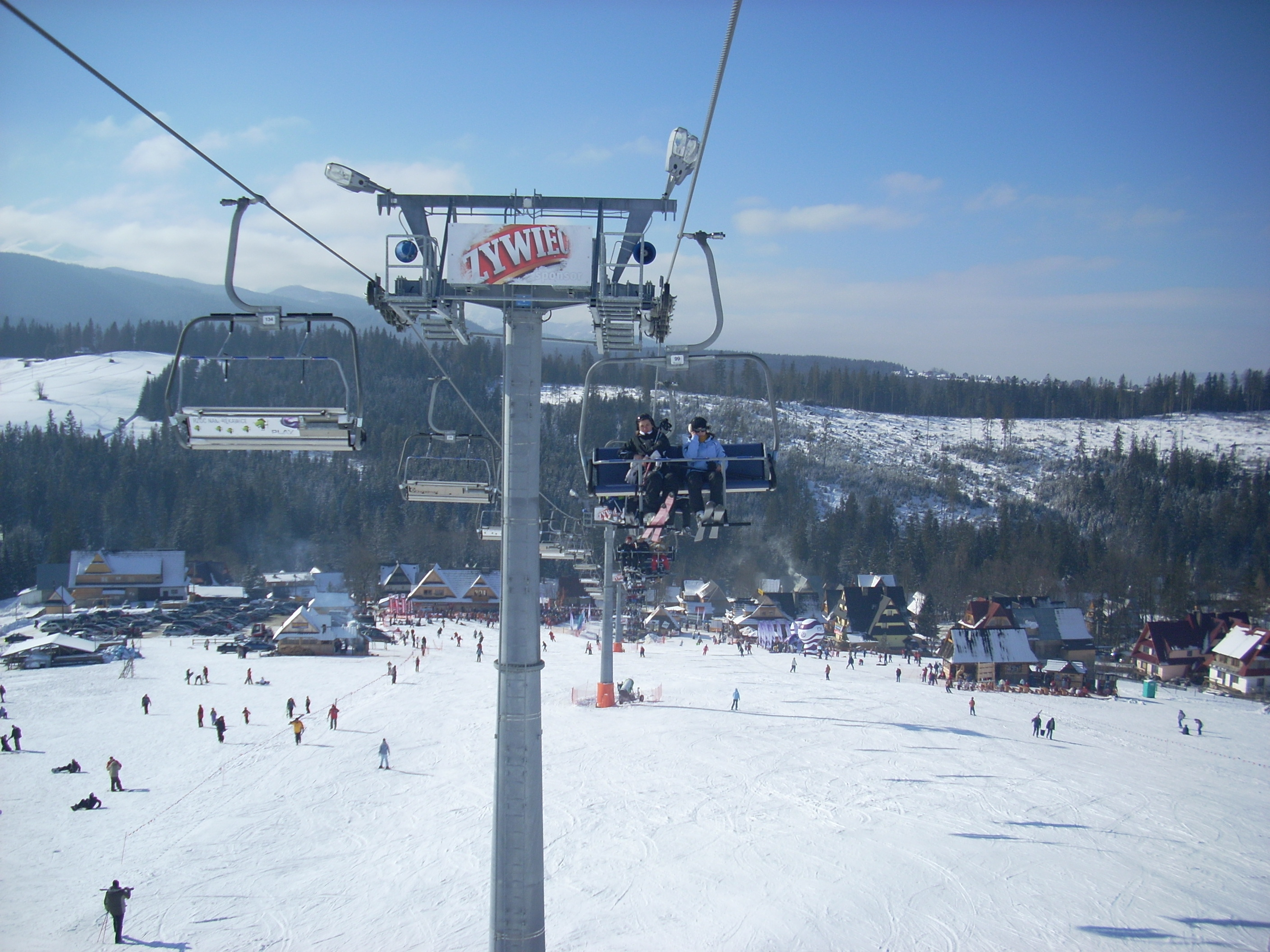
スキーリゾート（ポーランド）

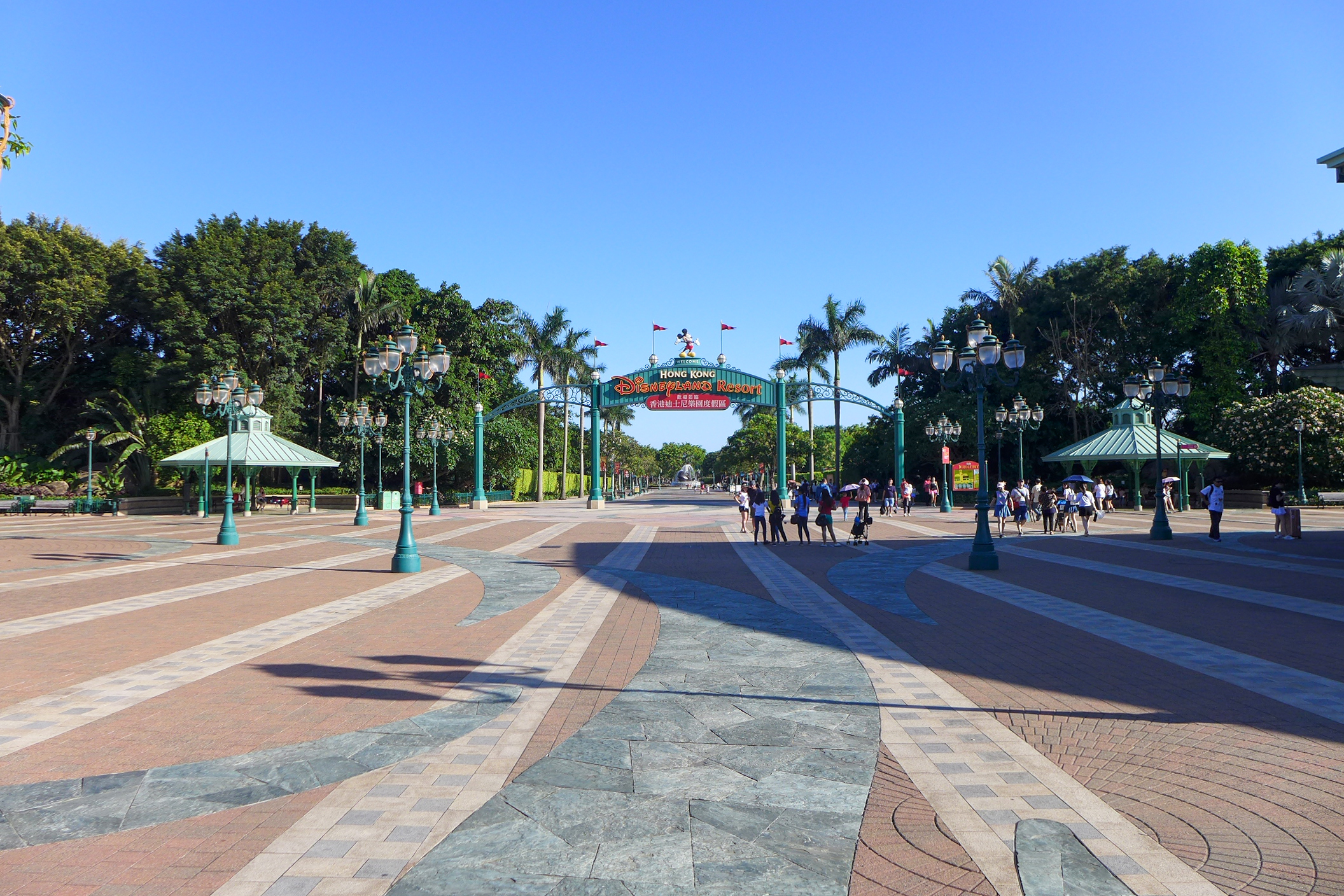
香港ディズニーランド・リゾート

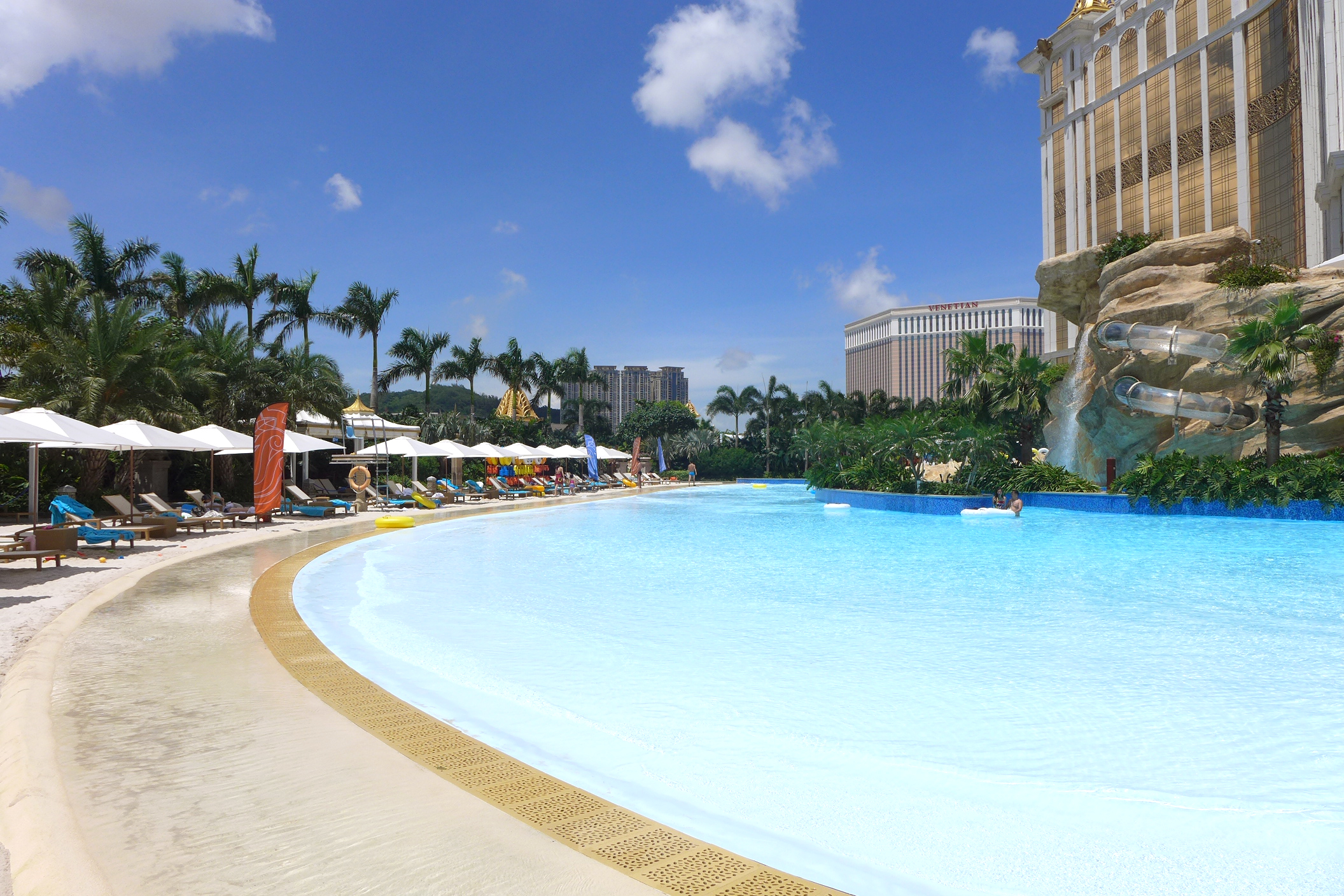
ギャラクシー・マカオ

- マリンリゾート（海水浴場や、ウォータースポーツ施設）
- マウンテンリゾート
- ゴルフリゾート
- スキーリゾート
- 温泉リゾート
- テーマパークリゾート
- アイランドリゾート
- カジノリゾート
- 統合型リゾート

## 世界の主なリゾート地

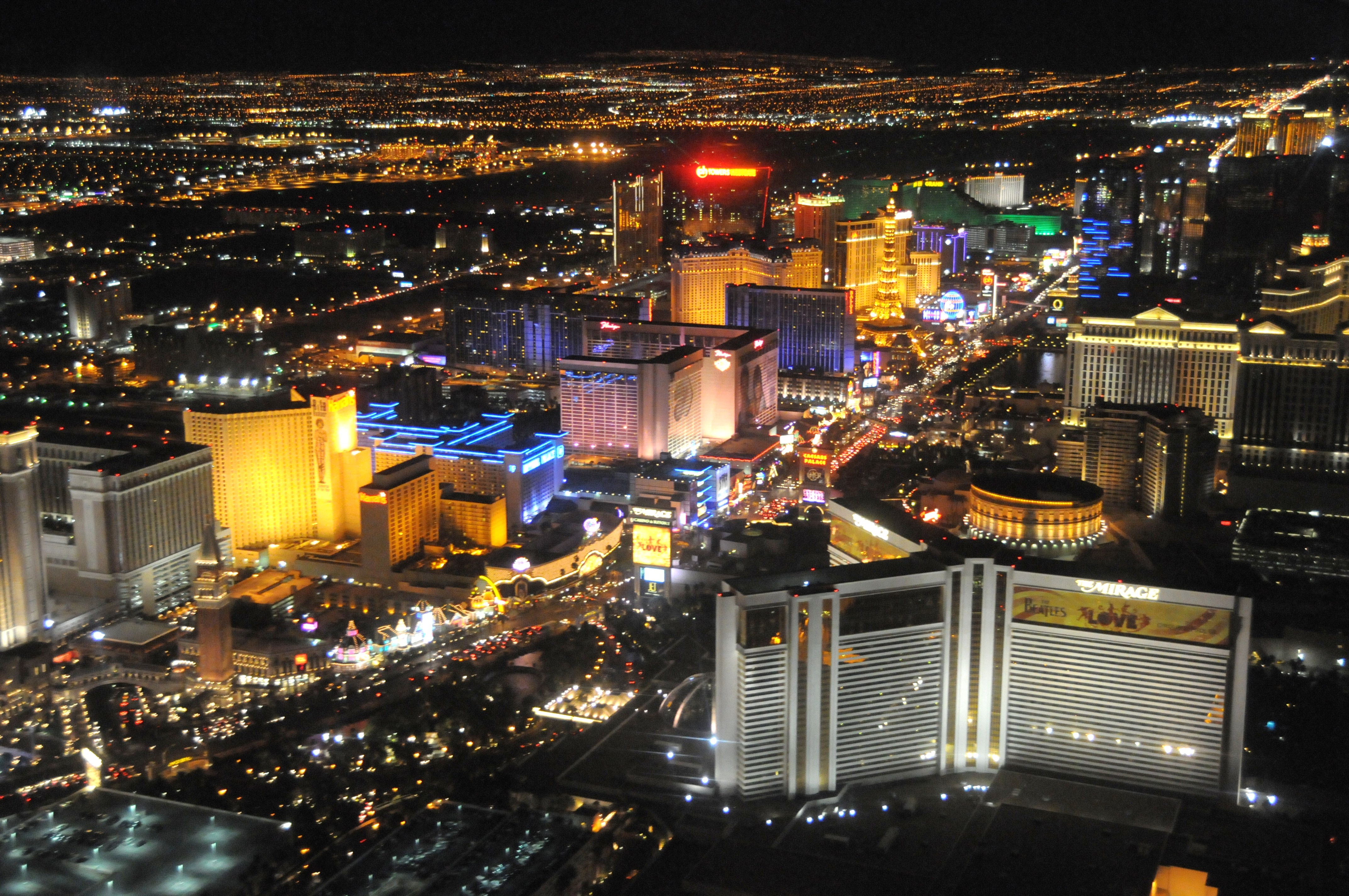
ラスベガス・ストリップ は多くのカジノリゾート

### マリンリゾート
海水浴やマリンスポーツなどに適した、比較的温暖な地域に多い。有名な密集地としてはアンダマン海、エーゲ海、アドリア海、カリブ海などがある。
アジア
インド洋やアンダマン海に面した東南アジア諸国では、古くから欧米人が避暑に訪れるほか、近接性によりアジア方面からの観光客も増加しているため、リゾート開発が活発であり、マレーシアのペナン島、タイのプーケット島、インドネシアのバリ島、フィリピンのセブ島などが著名であったが、近年はベトナム、カンボジア、ミャンマー、バングラデシュなどといった発展途上国及び中進国のリゾート開発も盛んになっている。
日本：沖縄（主に本島北部、恩納海岸など）、先島諸島（西表島、竹富島、石垣島、宮古島など）、奄美群島（与論島、喜界島など）、日南海岸、瀬戸内海（小豆島、直島、牛窓など）、宇和海（御荘など）、南紀（白浜、串本、那智勝浦など）、志摩、南知多、伊豆半島、南房総（館山・鴨川・御宿など）
台湾（中華民国）：墾丁国家公園
韓国：済州島、釜山広域市海雲台、仁川広域市中区永宗島
中国：海南島（三亜、ボアオ）、北海（広西チワン族自治区）
タイ：プーケット島、サムイ島、クラビ、ピピ島、ホアヒン、パタヤ、チャンタブリー県、ペッチャブリー県、トラン県、パンガー県
マレーシア：ペナン島、ランカウイ島、コタキナバル、ティオマン島、レダン島、タワウ（ボルネオ島）
フィリピン：セブ島、ボホール島、ボラカイ島、パラワン島、アマンプロ
インドネシア：バリ島、ロンボク島、ビンタン島、バタム島、メナド（スラウェシ島）
ベトナム：ダナン、ニャチャン、クイニョン、ファンティエット、フーコック島
カンボジア：シアヌークビル、ケップ、ロン島
ミャンマー：ガパリ チャウンター グエサウン
スリランカ：ニゴンボ、ベントタ、ベルワラ
バングラデシュ：クアカタビーチ、コックスバザール
インド：ゴア
パキスタン：クリフトン・ビーチ
モルディブ
イラン：キーシュ島
アラブ首長国連邦：ドバイ
トルコ：ボドルム、アンタルヤ、カシュ

アフリカ
エジプト：ダハブ、シャルム・エル・シェイク
モーリシャス
セーシェル
ケニア：モンバサ
タンザニア：ザンジバル
南アフリカ：ケープタウン

ヨーロッパ
イギリス：ブライトン、ワイト島
モナコ：モンテカルロ
フランス：コート・ダジュール（ニース、カンヌ）
スペイン：コスタ・デル・ソル（マルベーリャなど）、イビサ島、マジョルカ島
ポルトガル：アルガルヴェ
イタリア：リビエラ海岸、リミニ、マルケ州、カラブリア州、サルデーニャ島、シチリア島
ギリシャ：ミコノス島、サントリーニ島など、エーゲ海の島々
ロシア：ソチ

北中米
アメリカ合衆国：サンタモニカ、マイアミビーチ、キーウェスト、フォートローダーデール、ポンパノビーチ、ハワイ諸島、ナンタケット島、コーパスクリスティ
メキシコ：カンクン、アカプルコ、ベラクルス、カボサンルーカス（ロスカボス）、プエルトバジャルタ
ベリーズ
キューバ：バラデロ
バハマ
ドミニカ共和国：カサ・デ・カンポ
ジャマイカ：モンテゴベイ
英領ケイマン諸島
小アンティル諸島：バルバドス、仏領マルティニーク島など

南米
アルゼンチン：マル・デル・プラタ
エクアドル：サリーナス
ベネズエラ：マルガリータ島 ロス・ロケス諸島
ペルー：パラカス ワカチナ
チリ：ビーニャ
ブラジル：コパカバーナ ブジオス ポルトセグーロ ジェリコアコアラ マナイラ ナタール（ポンタ・ネグラ）、バウネアーリオ・コンボリウーなど

オセアニア
オーストラリア：ハミルトン島、ケアンズ、ゴールドコースト
ニュージーランド：クリアウォーター パイヒア
パプアニューギニア：マダン
米領グアム島、北マリアナ諸島：サイパン島、テニアン島、ロタ島
仏領ニューカレドニア島、タヒチ島
パラオ：ペリリュー島
フィジー

### 山岳リゾート
山や高原など標高が高く冷涼な地域が多い。主に避暑地として好まれ、冬はスキーリゾートとなることも。火山帯が近いと温泉保養地を兼ねることもある。
アジア
日本： ニセコ、ルスツ、トマム→占冠、安比高原、田沢湖、蔵王連峰、磐梯高原、那須高原、奥日光、箱根、越後湯沢、妙高高原、草津、万座、軽井沢、蓼科高原、菅平高原、志賀高原、飯綱高原、上高地、安曇野、霧ヶ峰、白樺湖、八ヶ岳山麓、富士五湖、十里木高原、朝霧高原、蛭ケ野高原、六甲山、蒜山高原、久万高原、湯布院、阿蘇高原
韓国： 雪岳山、平昌
中国： 長白山、麗江
フィリピン： フィリピン・コルディリェーラの棚田群、バギオ、タガイタイ
ネパール：  ポカラ、ナガルコット
インド：シムラ
アフリカ
タンザニア： モシ
南アフリカ： サンシティ
レソト: アフリスキー
ヨーロッパ
スイス： ベルナーオーパーランド（インターラーケン、グリンデルヴァルド、ラウターブルンネン、ユングフラウ）、ツェルマット、ローザンヌ、サンモリッツ、ダボス
オーストリア： ゼルデン、ツィラーターラー
フランス： シャモニー、： モルジヌ（アボリア）
イタリア： コルティーナ・ダンペッツォ、ボルミオ、クールマイユール、ヴァルトゥルナンシュ（チェルヴィニア）
ドイツ： ベルヒテスガーデン
ロシア： チェゲト
北中米
カナダ： ウィスラー、バンフ
アメリカ合衆国： アスペン、アルタ、レークプラシッド、タホ湖、オリンピックバレー
南米
ブラジル： グラマド
オセアニア
ニュージーランド： マウントクック
オーストラリア： スレドボ、ペリッシャー

### スパリゾート
いわゆる温泉地。火山帯に近い地域に多い。
- 日本
  - 定山渓温泉、花巻温泉郷、鳴子温泉郷、秋保温泉、あつみ温泉、蔵王温泉、いわき湯本温泉、鬼怒川・川治温泉、草津温泉、箱根温泉、越後湯沢温泉、和倉温泉、加賀温泉郷、下呂温泉、熱海温泉、伊東温泉、有馬温泉、城崎温泉、南紀勝浦温泉、南紀白浜温泉、皆生温泉、道後温泉、別府温泉、由布院温泉、霧島温泉郷、指宿温泉など
- ヨーロッパ
  - バーデン・バーデン（代表的な施設：クアハウス）、バース、カルロヴィバリ、ボルミオ、ヴィシー
- アメリカ合衆国
  - ホットスプリングス（アーカンソー州）

## 関連資料
発行年順。
- 三木健『リゾート開発 沖縄からの報告』三一書房、1990年。 沖縄県の事例の批判的検討